# Ronde van Spanje 2014/Zesde etappe
De zesde etappe van de Ronde van Spanje 2014 werd gereden op 28 augustus 2014. Het was een bergetappe over 157,7 km van Benalmádena naar La Zubia. De Spanjaard Alejandro Valverde kwam als eerste over de eindstreep.

## Ritverslag
Pim Ligthart probeerde het opnieuw, samen met bergtrui Lluís Mas. Ze bereikten tot 14 minuten voorsprong. Net voor de slotklim was daar nog een halve minuut van over. 
Alejandro Valverde, in dienst van ploegmaat Nairo Quintana, was in goeden doen. De favorieten volgden in zijn spoor. Joaquím Rodríguez waagde zijn kans maar Valverde liet niet begaan. Chris Froome bracht Nairo Quintana en Alberto Contador ook weer bij.
Bij de laatste uitval van Valverde kwamen Froome en Contador toch tekort. Valverde pakte naast de ritzege ook de rode leiderstrui.

## Uitslagen
| Rituitslag |                    |                            |          |
| Plaats     | Naam               | Ploeg                      | Tijd     |
| Winnaar    | Alejandro Valverde | Team Movistar              | 4u35'27" |
| 2          | Chris Froome       | Team Sky ProCycling        | z.t.     |
| 3          | Alberto Contador   | Tinkoff-Saxo               | z.t.     |
| 4          | Joaquím Rodríguez  | Team Katjoesja             | + 8"     |
| 5          | Nairo Quintana     | Team Movistar              | + 12"    |
| 6          | Fabio Aru          | Astana Pro Team            | + 18"    |
| 7          | Esteban Chaves     | Orica GreenEDGE            | + 25"    |
| 8          | Daniel Navarro     | Cofidis, Solutions Crédits | z.t.     |
| 9          | Mikel Nieve        | Team Sky ProCycling        | + 32"    |
| 10         | Robert Gesink      | Belkin-Pro Cycling Team    | + 33"    |
|            |                    |                            |          |
| 28         | Maxime Monfort     | Lotto Belisol              | + 1'43"  |

| Algemeen Klassement |                    |                         |           |
| Plaats              | Naam               | Ploeg                   | Tijd      |
| Rode trui           | Alejandro Valverde | Team Movistar           | 22u48'08" |
| 2                   | Nairo Quintana     | Team Movistar           | + 15"     |
| 3                   | Alberto Contador   | Tinkoff-Saxo            | + 18"     |
| 4                   | Chris Froome       | Team Sky ProCycling     | + 22"     |
| 5                   | Esteban Chaves     | Orica GreenEDGE         | + 41"     |
| 6                   | Joaquím Rodríguez  | Team Katjoesja          | + 45"     |
| 7                   | Robert Gesink      | Belkin-Pro Cycling Team | + 55"     |
| 8                   | Fabio Aru          | Astana Pro Team         | + 58"     |
| 9                   | Warren Barguil     | Team Giant-Shimano      | + 1'02"   |
| 10                  | Wilco Kelderman    | Belkin-Pro Cycling Team | + 1'06"   |
|                     |                    |                         |           |
| 27                  | Maxime Monfort     | Lotto Belisol           | + 2'46"   |

| Puntenklassement |                  |                         |        |
| Plaats           | Naam             | Ploeg                   | Punten |
| Groene trui      | John Degenkolb   | Team Giant-Shimano      | 72     |
| 2                | Michael Matthews | Orica GreenEDGE         | 50     |
| 3                | Nacer Bouhanni   | FDJ.fr                  | 49     |
|                  |                  |                         |        |
| 9                | Jasper Stuyven   | Trek Factory Racing     | 28     |
| 12               | Moreno Hofland   | Belkin-Pro Cycling Team | 23     |

| Bergklassement        |                    |                        |        |
| Plaats                | Naam               | Ploeg                  | Punten |
| Bolletjestrui (blauw) | Lluís Mas          | Caja Rural-Seguros RGA | 18     |
| 2                     | Alejandro Valverde | Team Movistar          | 10     |
| 3                     | Jérôme Cousin      | Team Europcar          | 10     |
|                       |                    |                        |        |
| 8                     | Pim Ligthart       | Lotto Belisol          | 5      |

1e etappe ·
2e etappe ·
3e etappe ·
4e etappe ·
5e etappe ·
6e etappe ·
7e etappe ·
8e etappe ·
9e etappe ·
10e etappe ·
11e etappe ·
12e etappe ·
13e etappe ·
14e etappe ·
15e etappe ·
16e etappe ·
17e etappe ·
18e etappe ·
19e etappe ·
20e etappe ·
21e etappe
Startlijst · Eindstanden · Afbeeldingen